# Divisões administrativas em 1914
Nesta página encontrará referências aos acontecimentos directamente relacionados com a regiões administrativas ocorridos durante o ano de 1914.

## Eventos
- 2 de outubro foi criado o município de Porto Velho (Brasil).